# هاميلتون إيستر فيلد
هاميلتون إيستر فيلد (بالإنجليزية: Hamilton Easter Field)‏ هو رسام أمريكي، ولد في 21 أبريل 1873 في بروكلين في الولايات المتحدة، وتوفي بنفس المكان في 10 أبريل 1922.